# Jonathan Eysseric
Jonathan Eysseric (* 27. Mai 1990 in Saint-Germain-en-Laye) ist ein französischer Tennisspieler.

## Karriere
Jonathan Eysseric spielt hauptsächlich auf der ATP Challenger Tour und der ITF Future Tour.
Im Jahr 2007 erreichte er in der Juniorenkonkurrenz das Finale der Australian Open, verlor dort jedoch gegen Brydan Klein. Bei den French Open desselben Jahres trat er im Einzelhauptfeld an, verlor in der ersten Runde gegen Olivier Patience in vier Sätzen. Im Doppel spielte er zusammen mit Jérémy Chardy, sie verloren in der ersten Runde gegen die an Nummer 3 gesetzte Paarung Martin Damm/Leander Paes mit 6:7 und 6:7. Im Mixed-Wettbewerb erreichte er an der Seite von Alizé Cornet die zweite Runde. An der Seite von Kellen Damico spielte er das Juniorendoppelfinale, sie verloren in zwei Sätzen gegen Thomas Fabbiano und Andrej Karattschenja. Als weiteren Höhepunkt im Jahr 2007 zählt der Gewinn des Juniorendoppeltitels bei den US Open an der Seite von Jérôme Inzerillo.
2008 erhielt er zum zweiten Mal eine Wildcard für die French Open, wo er sich Andy Murray nach hartem Kampf in fünf Sätzen geschlagen geben musste.
Er feierte bislang 15 Einzel- und 19 Doppeltitel auf der Future Tour. Auf der Challenger Tour gewann er im Doppel 24 Turniere. Im Mai 2011 verbesserte er sich erstmals in die Top 250 der ATP-Weltrangliste im Einzel, seine höchste Platzierung war Position 202 im Juni 2013.

## Erfolge
| Legende (Anzahl der Siege)  |
| Grand Slam                  |
| ATP World Tour Finals       |
| ATP World Tour Masters 1000 |
| ATP World Tour 500          |
| ATP World Tour 250          |
| ATP Challenger Tour (24)    |

### Doppel

#### Turniersiege
| Nr. | Datum              | Turnier                  | Belag         | Partner                   | Finalgegner                              | Ergebnis           |
| --- | ------------------ | ------------------------ | ------------- | ------------------------- | ---------------------------------------- | ------------------ |
| 1.  | 23. August 2009    | Donostia-San Sebastián   | Sand          | Romain Jouan              | Pedro Clar Rosselló Albert Ramos Viñolas | 7:5, 6:3           |
| 2.  | 15. Juni 2013      | Blois                    | Sand          | Nicolas Renavand          | Ruben Gonzales Chris Letcher             | 6:3, 6:4           |
| 3.  | 7. Juli 2013       | Timișoara                | Sand          | Nicolas Renavand          | Ilija Vučić Miljan Zekić                 | 6:76, 6:2, [10:7]  |
| 4.  | 19. September 2015 | Nanchang                 | Hartplatz     | Jürgen Zopp               | Lee Hsin-han Amir Weintraub              | 6:4, 6:2           |
| 5.  | 6. August 2016     | Liberec                  | Sand          | André Ghem                | Ariel Behar Dino Marcan                  | 6:0, 6:4           |
| 6.  | 23. Oktober 2016   | Ningbo                   | Hartplatz     | Serhij Stachowskyj        | Stefan Kozlov Akira Santillan            | 6:4, 7:64          |
| 7.  | 13. November 2016  | Mouilleron-le-Captif (1) | Hartplatz (i) | Édouard Roger-Vasselin    | Johan Brunström Andreas Siljeström       | 6:71, 7:63, [11:9] |
| 8.  | 7. Januar 2017     | Bangkok                  | Hartplatz     | Grégoire Barrère          | Yūichi Sugita Wu Di                      | 6:3, 6:2           |
| 9.  | 8. Juli 2017       | Recanati                 | Hartplatz     | Quentin Halys             | Julian Ocleppo Andrea Vavassori          | 6:73, 6:4, [12:10] |
| 10. | 15. Juli 2017      | Perugia                  | Sand          | Salvatore Caruso          | Nicolás Kicker Fabrício Neis             | 6:3, 6:3           |
| 11. | 17. September 2017 | Istanbul                 | Hartplatz     | Andre Begemann            | Romain Arneodo Hugo Nys                  | 6:3, 5:7, [10:4]   |
| 12. | 12. November 2017  | Mouilleron-le-Captif (2) | Hartplatz (i) | Andre Begemann            | Tomasz Bednarek David Pel                | 6:3, 6:4           |
| 13. | 10. März 2018      | Santiago de Chile        | Sand          | Romain Arneodo            | Guido Andreozzi Guillermo Durán          | 7:64, 1:6, [12:10] |
| 14. | 9. Oktober 2021    | Mouilleron-le-Captif (3) | Hartplatz (i) | Quentin Halys             | David Pel Aisam-ul-Haq Qureshi           | 4:6, 7:65, [10:8]  |
| 15. | 12. Februar 2022   | Cherbourg                | Hartplatz (i) | Quentin Halys             | Hendrik Jebens Niklas Schell             | 7:66, 6:2          |
| 16. | 11. Juni 2022      | Lyon                     | Sand          | Romain Arneodo            | Sander Arends David Pel                  | 7:5, 4:6, [10:4]   |
| 17. | 17. September 2022 | Rennes                   | Hartplatz (i) | David Pel                 | Dan Added Albano Olivetti                | 6:4, 6:4           |
| 18. | 24. Juni 2023      | Parma                    | Sand          | Miguel Ángel Reyes Varela | Luca Margaroli Ramkumar Ramanathan       | 6:2, 6:3           |
| 19. | 8. Juli 2023       | Mailand (1)              | Sand          | Denys Moltschanow         | Théo Arribagé Luca Sanchez               | 6:2, 6:4           |
| 20. | 9. September 2023  | Cassis                   | Hartplatz     | Dan Added                 | Liam Broady Antoine Hoang                | 6:0, 4:6, [11:9]   |
| 21. | 13. April 2024     | Split                    | Sand          | Bart Stevens              | Filip Bergevi Mick Veldheer              | 0:6, 6:4, [10:8]   |
| 22. | 8. Juni 2024       | Zagreb                   | Sand          | Quentin Halys             | Alexandru Jecan Henrique Rocha           | 6:4, 6:4           |
| 23. | 29. Juni 2024      | Mailand (2)              | Sand          | Andre Begemann            | Petr Nouza Patrik Rikl                   | 2:6, 6:4, [10:6]   |
| 24. | 6. Juli 2024       | Modena                   | Sand          | George Goldhoff           | Andre Begemann Patrik Niklas-Salminen    | 6:3, 3:6, [10:8]   |

#### Finalteilnahmen
| Nr. | Datum         | Turnier | Belag | Partner       | Finalgegner                  | Ergebnis         |
| --- | ------------- | ------- | ----- | ------------- | ---------------------------- | ---------------- |
| 1.  | 30. Juli 2017 | Gstaad  | Sand  | Franko Škugor | Oliver Marach Philipp Oswald | 3:6, 6:4, [8:10] |